# Пекарі (Молодечненський район, Хожівська сільська рада)
Пекарі (біл. вёска Пекары) — село в складі Молодечненського району Мінської області, Білорусь. Село підпорядковане Холхлівській сільській раді, розташоване в західній частині області.

## Iсторія
У 1921–1945 роках застінок знаходилось у Польщі, у Вільнюській воєводствi, Вілейського повіту, c 1927 Молодечненського повіту гміні Гарадок.

## Населення
- 1866 рік - 10 люди, 1 будинки
- 1931 рік - 19 люди, 3 будинки[1].